# سابينا جيشكي
سابينا جيشكي (بالإنجليزية: Sabina Jeschke) (من مواليد 27 يوليو 1968 في السويد) وهي أستاذة جامعية ألمانية متخصصة في علوم المعلومات في الهندسة الميكانيكية في الجامعة التقنية الراينية الفستفالية. اعتبارًا من 10 نوفمبر 2017، تم تعيينها عضوًا في مجلس إدارة شركة دويتشه بان. وهي أيضاً مديرة مختبر علم التحكم الإلكتروني IMA / ZLW & IfU. في فصل الصيف من عام 2017، وهي في إجازة تفرغ لتطوير أبحاثها في مجال الوعي الاصطناعي، وتشارك في بناء مركز أبحاث «الذكاء الاصطناعي القوي» في شركة فولفو للسيارات في جوتنبرج. منذ مايو 2015، كانت سابينا عضوة في مجلس الإشراف في Körber AG، منذ أبريل 2012 كانت رئيسة مجلس إدارة VDI Aachen

## حياتها وعملها
درست سابينا الفيزياء وعلوم الكمبيوتر في جامعة برلين للتكنولوجيا، ألمانيا. أكملت مشروع بحثها الطلابي خلال إقامة بحث في مركز أميس للأبحاث التابع لوكالة ناسا، موفيت فيلد، كاليفورنيا، الولايات المتحدة الأمريكية تحت إشراف ويليام (بيل) بوروكي. خلال دراستها للدكتوراة، عملت كباحثة علمية في معهد الرياضيات بجامعة برلين للتكنولوجيا، وكأستاذ مساعد / مدرب في معهد جورجيا التقني في أتلانتا، الولايات المتحدة.
في عام 2004 حصلت على درجة الدكتوراه مع مرتبة الشرف. بعد عامين، أصبحت سابينا أستاذة في وسائل الإعلام الجديدة في الرياضيات والعلوم الطبيعية في جامعة برلين للتكنولوجيا. وابتداء من عام 2007، حصلت على استاذية كاملة في معهد تكنولوجيا خدمات تكنولوجيا المعلومات (IITS) وأصبحت في الوقت نفسه مديرة خدمات تكنولوجيا المعلومات المركزية (مركز تكنولوجيا المعلومات) (RUS) في جامعة شتوتغارت، ألمانيا. بالإضافة إلى ذلك، كانت أستاذة زائرة ورئيسة المركز السابق للوسائط المتعددة في التدريس والبحث (MuLF) في جامعة برلين للتكنولوجيا. في عام 2009 التحقت بجامعة التقنية الراينية الفستفالية وأصبحت أستاذاً ومديرة لمعهد معهد IMA / ZLW & IfU في كلية الهندسة الميكانيكية. حتى عام 2010 عملت كأستاذة زائرة في التوجيه العلمي لمشاريع الأبحاث في معهد الهندسة التقنية (ITO) التابع لجامعة شتوتغارت، ألمانيا. من أكتوبر 2011 إلى سبتمبر 2016، كانت نائبة عميد كلية الهندسة الميكانيكية في جامعة الجامعة التقنية الراينية الفستفالية.
بعض المجالات الرئيسية في أبحاثها هي الروبوتات وتكنولوجيا الأتمتة (الروبوتات المتجانسة والتعاونية، وخدمات الويب في الروبوتات)، وحركة المرور والتنقل (نظم النقل المستقلة وشبه المستقلة، واللوجستيات الدولية، ونماذج car2car & car2X)، وإنترنت الأشياء والنظم الفيزيائية السيبرانية -نظام إلكتروني- فيزيائي- (خدمات الويب الدلالية)، الذكاء الاصطناعي (تكامل البيانات وتعدين البيانات، أنظمة الوكالات المتعددة، الحوسبة الإدراكية)، تفاعل إنساني حاسوبي (المختبرات الافتراضية والبعيدة، بيئات التدريب الذكية)، ابتكار البحوث (ابتكار المجالات ورصد الاتجاهات) وإدارة المعلومات (تقنيات التكامل لخدمات المعلومات، ومفاهيم التعليم والتدريس المبتكرة).
وهي عضوة وخبيرة في العديد من اللجان، من بين أمور أخرى تعد سابينا عضوة بارزة في معهد مهندسي الكهرباء والإلكترونيات (IEEE) منذ عام 2011 وعضوة في لجنة «الروبوتات والأتمتة» في مركز الطيران والفضاء الألماني (DLR) منذ 2017. في يوليو 2014، تم تكريمها من قبل الجمعية الألمانية لعلوم الكمبيوتر (GI) لمساهماتها في التعليم الهندسي الحديث. حصلت على جائزة سلسلة نيكولا الذهبية تسلا من الجمعية الدولية للهندسة التربوية (IGIP). في سبتمبر 2015. جنبا إلى جنب مع فريق Carologistics من الجامعة التقنية الراينية الفستفالية وجامعة العلوم التطبيقية حيث فازت بلقب بطولة العالم في دوري RoboCup للإمداد لعام 2014 و 2015 و 2016 لمدة ثلاث سنوات متتالية.